# Acroaspis
Acroaspis là một chi nhện trong họ Araneidae.